# Mustela lutreola lutreola
Mustela lutreola lutreola es una subespecie de  mamíferos carnívoros  de la familia Mustelidae subfamilia Mustelinae.

## Distribución geográfica
Se encuentra en Europa y Siberia.